# Internazionali Femminili di Palermo 2024
Internazionali Femminili di Palermo 2024 (sau Palermo Ladies Open) este un turneu profesionist de tenis feminin care se joacă pe terenurile cu zgură în aer liber la Country Time Club. Este cea de-a 32-a ediție a turneului și face parte din Circuitul WTA 2024. Are loc la Palermo, Italia, între 15 și 21 iulie 2024.

## Campioni

### Simplu
Pentru mai multe informații consultați Internazionali Femminili di Palermo 2024 – Simplu

### Dublu
Pentru mai multe informații consultați Internazionali Femminili di Palermo 2024 – Dublu

## Puncte și premii în bani

### Distribuția punctelor
| Probă  | Câștigător | Finalist | Semifinalist | Sfertfinalist | Runda 2 | Runda 1 | Q   | Q2  | Q1  |
| Simplu | 250        | 163      | 98           | 54            | 30      | 1       | 18  | 12  | 1   |
| Dublu  | 250        | 163      | 98           | 54            | 1       | N/A     | N/A | N/A | N/A |

### Premii în bani
| Probă  | Câștigător | Finalist | Semifinalist | Sfertfinalist | Runda 2 | Runda 1 | Q2     | Q1     |
| Simplu | $35,250    | $20,830  | $11,610      | $6,608        | $4,040  | $2,890  | $2,140 | $1,380 |
| Dublu* | $12,820    | $7,210   | $4,140       | $2,470        | $1,900  | N/A     | N/A    | N/A    |

*per echipă